# Wonderland (álbum de McFly)
Wonderland —en español: El país de las maravillas— es el segundo álbum de estudio de la banda británica McFly que fue publicado el 29 de agosto de 2005 en el Reino Unido. Número uno en su primera semana de lanzamiento, el material convirtió a McFly en la banda más joven en colocar dos discos en el número uno. También consiguió alcanzar el disco de platino gracias a haber vendido más de 300 000 copias.
El álbum está escrito principalmente por los miembros de la banda, aunque contiene colaboraciones esporádicas de la hermana del guitarrista de la banda Danny Jones y del compositor Graham Gouldman. En el disco se utilizaron 60 piezas de orquesta. Para celebrar la publicación del álbum, la montaña rusa Nemesis, situada en el parque temático Alton Towers, fue brevemente denominada «Wonderland» durante un mes en el año 2005. La banda se montó en la atracción para una grabación de CD:UK, un popular programa de música británico.

## Promoción

### Sencillos
- «All About You/You've Got a Friend», que alcanzó el número uno y cuyos beneficios fueron donado íntegramente a la organización benéfica Comic Relief.[5]
- «I'll be ok», que también alcanzó el primer puesto;[6]
- «I Wanna Hold You», que llegó al puesto tres en las listas.[7]
- «Ultraviolet/The Ballad of Paul K», que alcanzó el noveno puesto en las listas de ventas del Reino Unido.[8]

### Gira
Ver: The Wonderland Tour 2005

## Lista de canciones
| Wonderland (MCD60099) |                             |                                            |          |  |
| N.º                   | Título                      | Escritor(es)                               | Duración |  |
| 1.                    | «I'll be ok»                | Tom Fletcher, Danny Jones, Dougie Poynter  | 3:24     |  |
| 2.                    | «I've Got You»              | Tom Fletcher, Danny Jones, Graham Gouldman | 3:18     |  |
| 3.                    | «Ultraviolet»               | Tom Fletcher, Danny Jones                  | 3:56     |  |
| 4.                    | «The Ballad of Paul K»      | Tom Fletcher, Danny Jones, Dougie Poynter  | 3:17     |  |
| 5.                    | «I Wanna Hold You»          | Tom Fletcher, Danny Jones, Dougie Poynter  | 2:59     |  |
| 6.                    | «Too Close For Comfort»     | Tom Fletcher, Danny Jones, Dougie Poynter  | 4:37     |  |
| 7.                    | « All About You»            | Tom Fletcher                               | 3:06     |  |
| 8.                    | «She Falls Asleep [Part 1]» | Tom Fletcher                               | 1:43     |  |
| 9.                    | «She Falls Asleep [Part 2]» | Tom Fletcher                               | 4:11     |  |
| 10.                   | «Don't Know Why»            | Danny Jones, Vicky Jones                   | 4:20     |  |
| 11.                   | «Nothing»                   | Tom Fletcher, Danny Jones, Dougie Poynter  | 3:50     |  |
| 12.                   | «Memory Lane»               | Tom Fletcher, James Bourne                 | 4:40     |  |
| 43:29                 |                             |                                            |          |  |

| Bonus tracks |        |              |          |  |
| N.º          | Título | Escritor(es) | Duración |  |

## Posicionamiento en las listas de ventas
| Lista de ventas (2010)     | Posición más alta | Certificación       |
| -------------------------- | ----------------- | ------------------- |
| UK Albums Chart            | 1                 | Platino (cert. BPI) |
| UK Top 10 Albums 2008      | 9                 | -                   |
| Irish Albums Chart         | 11                | -                   |
| World Albums Top 40 (2005) | 32                | -                   |

## Premios
El álbum Wonderland recibió el premio al mejor álbum del año 2005 en los Smash Hits Awards.